# Rallye Perce-Neige
Le Rallye Perce-Neige (ou Rallye Perce-Neige Maniwaki), surnommé L'Aventure Blanche, est une compétition annuelle de rallye automobile canadienne, sur routes asphaltées gelées et enneigées à travers les arbres, de 50 ans d'ancienneté.

## Histoire
Il se dispute tous les hivers au début du mois de février dans la région de Maniwaki (près de la vallée de Gatineau, au sud-ouest de la province de Québec). Il est actuellement composé de 14 épreuves courtes, et fait l'ouverture du championnat national.
Il a été créé en 1965 par le C.A.S.L.L. (Club Auto Sport La Licorne, fondé un an auparavant par des employés d'Hydro-Québec, et qui continue de nos jours à gérer un rallye également de performance (le Rallye de Sanair)). Les trois premières années il est un rallye de navigation, avec orientation sur parcours secrets dans les Basses-Laurentides. En 1968 il intègre le Championnat du Québec des rallyes, et devient alors un rallye de performance. Huit ans plus tard il est inscrit au Championnat du Canada des rallyes (dont il est à ce jour la plus ancienne des épreuves) et s'installe définitivement dans le Maniwaki, qu'il ne quitte pour Pembroke (en Ontario) que de 1995 à 1999, après une année d'interruption.
Antoine L'Estage l'a remporté à 5 reprises; Taisto Heinonen à 4.
Il fêtera sa 50e édition en 2015.

## Palmarès (Championnat du Canada)
| Année                             | Pilote               | copilote               | Voiture                  |
| --------------------------------- | -------------------- | ---------------------- | ------------------------ |
| 1975                              | Jean-Paul Perusse    | Lee Bartholomew        | Fiat 124                 |
| 1976 (Coupe du Québec uniquement) | Jocelyn Beaulieu     | Paul Raymond           | Toyota                   |
| 1977                              | Walter Boyce         | Doug Woods             | Toyota Corolla           |
| 1978                              | Bo Skowronnek        | Catherine Skowronnec   | Datsun 200 SX            |
| 1979                              | Taisto Heinonen      | Tom Burgess            | Toyota Celica            |
| 1980                              | Taisto Heinonen      | Tom Burgess            | Toyota Celica            |
| 1981                              | Taisto Heinonen      | Tom Burgess            | Toyota Corolla           |
| 1982                              | Taisto Heinonen      | Martin Headland        | Toyota Celica            |
| 1983                              | Randy Black          | Tom Burgess            | Datsun 510               |
| 1984                              | Alain Bergeron       | Marie-Thérèse Rousseau | Toyota Corolla GTS       |
| 1985                              | André Normandin      | Louis Bélanger         | Toyota Corolla GTS       |
| 1986                              | John Buffum          | Tom Grimshaw           | Audi Quattro             |
| 1987                              | John Buffum          | Paul Choiniere         | Audi Quattro             |
| 1988                              | Alain Bergeron       | Raymond Cadieux        | Toyota Celica            |
| 1989                              | John Buffum          | Tom Grimshaw           | Audi Quattro             |
| 1990                              | Thierry Ménégoz      | Louis Bélanger         | Subaru XT                |
| 1991                              | Paul Choiniere       | Dan Nerber             | Audi Quattro             |
| 1992                              | Michel Poirier-Defoy | Pierre Racine          | Eagle Talon              |
| 1993                              | Yves Barbe           | Gilles Lacroix         | Eagle Talon              |
| 1994                              | Épreuve annulée      | Épreuve annulée        | Épreuve annulée          |
| 1995                              | Frank Sprongl        | Dan Sprongl            | Audi Quattro             |
| 1996                              | Carl Merrill         | John Bellefleur        | Ford Cosworth 1995       |
| 1997                              | Carl Merrill         | Lance Smith            | Ford Cosworth 1995       |
| 1998                              | Épreuve annulée      | Épreuve annulée        | Épreuve annulée          |
| 1999                              | Frank Sprongl        | Dan Sprongl            | Audi Quattro             |
| 2000                              | Tom McGeer           | Mark Williams          | Subaru Impreza WRX STI   |
| 2001                              | Sylvain Erikson      | Philip Erikson         | Mitsubishi Lancer Evo IV |
| 2002                              | Patrick Richard      | Ian McCurdy            | Subaru Impreza WRX STI   |
| 2003                              | Sylvain Erikson      | Philip Erikson         | Mitsubishi Lancer Evo IV |
| 2004                              | Patrick Richard      | Christian Edstrom      | Subaru Impreza WRX STI   |
| 2005                              | Peter Thompson       | Rod Hendricksen        | Subaru Impreza WRX STI   |
| 2006                              | Antoine L'Estage     | Mark Williams          | Hyundai Tiburon          |
| 2007                              | Andrew Comrie-Picard | Mark Goldfarb          | Mitsubishi Lancer Evo IX |
| 2008                              | Antoine L'Estage     | Nathalie Richard       | Hyundai Tiburon          |
| 2009                              | Antoine L'Estage     | Nathalie Richard       | Mitsubishi Lancer Evo X  |
| 2010                              | Steeve Hobbs         | Jean-Mathieu Tremblay  | Subaru Impreza WRX STI   |
| 2011                              | Antoine L'Estage     | Nathalie Richard       | Mitsubishi Lancer Evo X  |
| 2012                              | Antoine L'Estage     | Nathalie Richard       | Mitsubishi Lancer Evo X  |
| 2013                              | Patrick Richard      | Rob Fagg               | Subaru Impreza WRX STI   |